# Штерн, Вольф
Вольф Штерн (нем. Wolf Stern; 15 декабря 1897, Волока под Черновицем, Австро-Венгрия — 16 сентября 1961, Берлин) — коммунист, член КПА. Майор РККА. В ГДР в течение нескольких лет руководил Институтом немецкой военной истории в Потсдаме. Его брат Манфред Штерн вошёл в историю Гражданской войны в Испании как «генерал Клебер», брат Лео некоторое время являлся ректором Галле-Виттенбергского университета имени Мартина Лютера в Галле.

## Биография
Вольф Штерн родом из еврейской крестьянской семьи из Буковины, которая в то время входила в состав Австро-Венгрии. Окончив немецкую народную школу, в 1907—1915 годах учился в государственной гимназии в Черновице, был призван в австро-венгерскую армию, получил звание фенриха и в 1918 году дезертировал. Штерн стал одним из руководителей восстания 113-го румынского пехотного полка в ноябре 1919 года в Черновцах. Поступил учиться в Черновицкий университет и изучал философию, но из-за своей нелегальной политической деятельности был вынужден оставить учёбу. В феврале 1919 года стал одним из сооснователей Коммунистической партии Буковины и до 1924 года состоял в её ЦК на должности партийного организатора.
В 1924 году Штерн бежал в Вену и вступил в Коммунистическую партию Австрии. По заданию партии до 1927 года работал редактором в пресс-бюро советского полпредства в Австрии, являлся связным Коминтерна и выполнял особые поручения ОМС ИККИ. Являлся сотрудником РУ штаба РККА — РУ РККА в Австрии до 1939 года. Как и его брат Лео, Вольф принимал участие в Июльском восстании 1927 года и в Гражданской войне в Австрии в 1934 году.
Впоследствии эмигрировал в СССР и в 1937 году принял советское гражданство. Как и многие политэмигранты из Европы, некоторое время проживал в московской гостинице «Люкс». В июле 1936 года под псевдонимом «Отто» Вольф Штерн отправился в Испанию, где воевал в рядах одного из партизанских подразделений на стороне республиканской армии до февраля 1939 года. По возвращении в Москву Штерн до лета 1941 года работал старшим преподавателем в Институте иностранных языков и МГУ. Одновременно в 1939—1941 годах проходил обучение в Университете марксизма-ленинизма.
С началом Великой Отечественной войны записался добровольцем на фронт и воевал в ОМСБОН НКВД. В 1943 году Штерн был переведён на работу уполномоченным Главного управления по делам военнопленных и интернированных НКВД — МВД СССР и вёл пропагандистскую работу с немецкими военнопленными, чтобы убедить их вступать в Союз немецких офицеров. С 1950 года Штерн работал переводчиком и редактором советских журналов «Советская литература» и «Новое время», выходивших на иностранных языках. Являлся также сотрудником Всесоюзной торговой палаты СССР.
В сентябре 1956 года, проведя в СССР более 20 лет, Вольф Штерн выехал на жительство в ГДР. Коммунистическая партия Австрии ещё в 1949 году ходатайствовала о возвращении Штерна в Австрию. По некоторым предположениям, на решение о выезде Вольфа Штерна в ГДР повлиял его брат Лео. Вольф Штерн вступил в СЕПГ и состоял в резерве министра с 1 декабря 1956 по 31 января 1957 года. Работал сотрудником начальника Политического управления Национальной народной армии ГДР. В 1957 году Штерн был назначен заместителем председателя Научного совета по военной истории и руководителем Научно-исследовательского учреждения по военной истории в Дрездене. Также руководил инициативным комитетом по учреждению Рабочего общества бывших офицеров, основанного в 1958 году. С 1958 года и до своей смерти в 1961 году Штерн руководил Институтом немецкой военной истории в Потсдаме.